# Mopki w Naruszewie
Mopki w Naruszewie este o arie protejată (sit de importanță comunitară — SCI) din Polonia întinsă pe o suprafață de 216,72 ha, integral pe uscat.

## Localizare
Centrul sitului Mopki w Naruszewie este situat la coordonatele 52°29′11″N 20°22′07″E / 52.4865°N 20.3686°E.

## Înființare
Situl Mopki w Naruszewie a fost declarat sit de importanță comunitară în ianuarie 2021 pentru a proteja 1 specie de animale.

## Biodiversitate
Situată în ecoregiunea continentală, aria protejată nu include niciun habitat protejat.
La baza desemnării sitului se află o specie protejată de  mamifere: liliac cârn (Barbastella barbastellus).